# Postplatyptilia seitetazas
Postplatyptilia seitetazas là một loài bướm đêm thuộc họ Pterophoridae. Nó được tìm thấy ở Chile.
Sải cánh dài khoảng 15 mm. Con trưởng thành bay vào tháng 1.

## Etymology
The species is được đặt tên theo the locality in which it was collected.